# Kostök-holtág

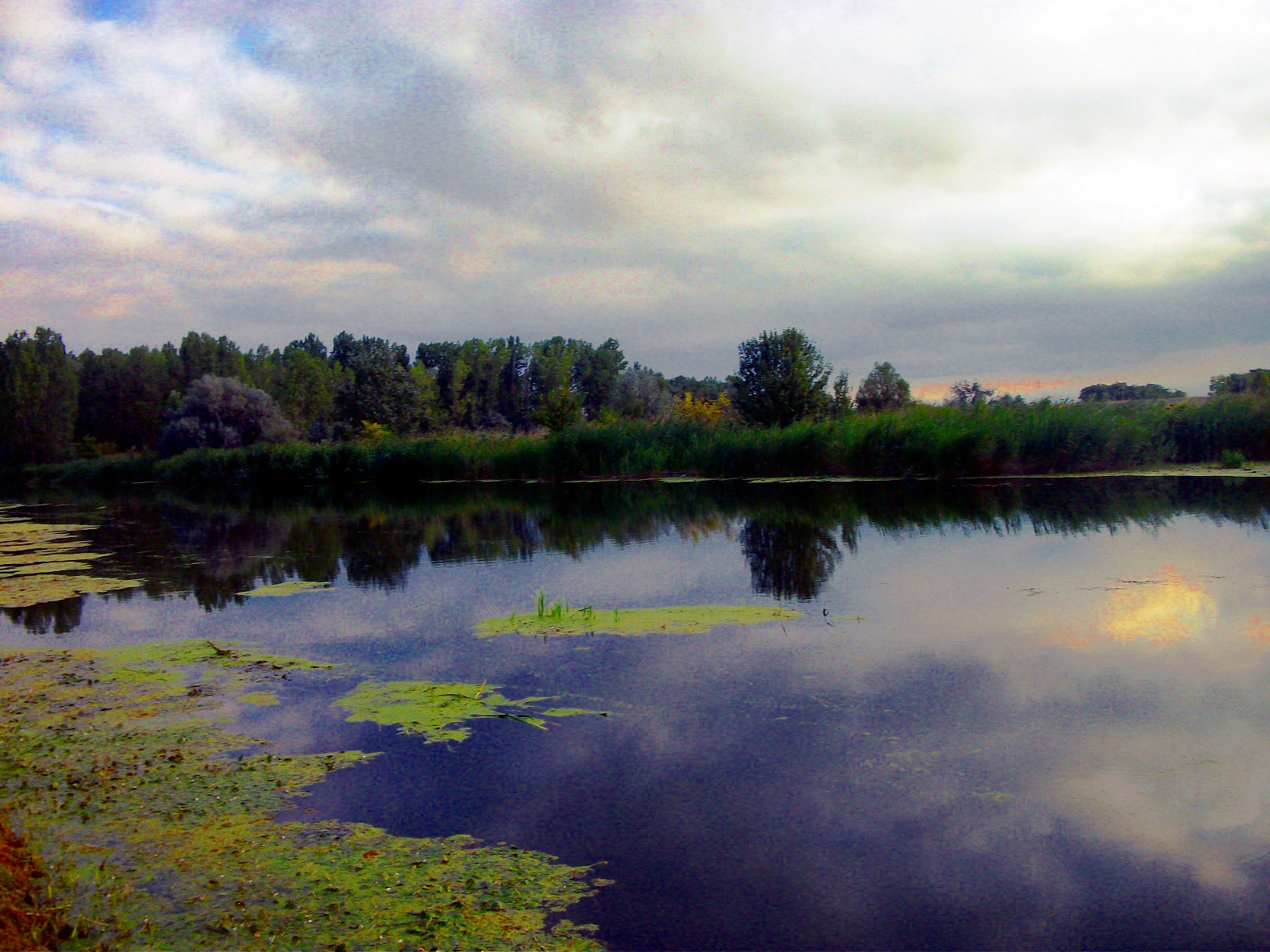
Kostök-holtág Fülöpszállás mellett

A Kostök-holtág a Kiskunsági-(Kígyós) főcsatornáról került leválasztásra.

## Fekvése
Fülöpszállástól nyugatra található kanyargása folytán változatos fekvéssel.

## Leírása
A 6 hektár területű Kostök-holtágat még az 1970-es években a Kiskunsági-(Kígyós) főcsatornáról választották le az ott végzett mederrendezés során. A holtág területe 1980-tól egyesületi kezelésbe került, jelenlegi tulajdonosai a Kunsági Sport Horgász Egyesület 65%-ban, az állam 35%-ban.
A holtág vízterületének  hossza 3,6  km, szélessége 25 méter. A vízmeder iszapos, átlagmélysége 1,10 méter, a legmélyebb pontján pedig 1,80 méter.  Vizét a Kiskunsági-főcsatorna táplálja. Egyetlen műtárgyuk a „barátzsilip”.

## Növényvilága
A holtágat nyárasok, akácosok, fűzesek, kőrisek, platánok, olajfák veszik körül, partja náddal szegélyezett, Vízi növényzet sokaságával.

## Állatvilága
A holtág területén fészkelőhelyet talált a vadkacsa, vízicsibe talál itt fészkelő-helyet. A kedvelt horgászhelyen a halfajok közül megtalálható többek között a nyurgaponty, tőponty, keszegfélék, csuka, süllő, harcsa, sügér és a növényevő amur is.